# Tarnawka (przystanek kolejowy)
Tarnawka (ukr. Тернавка, ros. Тернавка) – przystanek kolejowy w miejscowości Tarnawka, w rejonie stryjskim, w obwodzie lwowskim, na Ukrainie.